# Luke Jephcott
Luke Owen Jephcott (ur. 26 stycznia 2000 w Aberystwyth) – walijski piłkarz grający na pozycji napastnika na wypożyczeniu w klubie Swindon Town F.C.

## Kariera juniorska
Jephcott jako junior grał w Wendron United F.C. (2007–2013), Helston Athletic F.C. (2013–2014) i Plymouth Argyle F.C. (2014–2018).

## Kariera seniorska

### Plymouth Argyle F.C.
Jephcott został awansowany do pierwszej drużyny Plymouth Argyle F.C. 1 lipca 2018. Zadebiutował on dla tego klubu 20 października 2018 w meczu z Burton Albion F.C. (przeg. 2:3). Pierwszą bramkę zawodnik ten zdobył 4 stycznia 2020 w wygranym 1:3 spotkaniu przeciwko Scunthorpe United F.C., notując dublet.

### Truro City F.C.
Jephcott przyszedł na wypożyczenie do Truro City F.C. 2 sierpnia 2019. W barwach tego zespoły wystąpił 18 razy, zdobywając 5 bramek.

### Swindon Town F.C.
Jephcott został wypożyczony z opcją wykupy do Swindon Town F.C. 1 września 2022. Zadebiutował on dla tego klubu 3 września 2022 w meczu z Gillingham F.C. (0:0). Pierwszą bramkę zawodnik ten zdobył 24 września 2022 w wygranym 1:2 spotkaniu przeciwko Grimsby Town F.C..

## Kariera reprezentacyjna

### Walia U-19
Jephcott został powołany turniej towarzyski w Słowacji w 2018. Zadebiutował tam w starciu z drużyną gospodarzy 7 maja 2018 (przeg. 1:4). Wystąpił także w spotkaniach z Azerbejdżanem (przeg. 0:3), Węgrami (wyg. 1:0) i Ukrainą (przeg. 0:5). Zagrał także w wrześniowych meczach z Irlandią (wyg. 0:1 i przeg. 2:1) i 15 października w starciu z Polską (wyg. 2:0). Został powołany na mecze eliminacji do Mistrzostw Europy U-19 2019. Wystąpił tam we wszystkich trzech meczach kolejno ze Szkocją (1:2), Szwecją (2:1) i San Marino (2:0). Powołano go także na spotkania rundy elitarnej. Rozegrał wówczas każde z trzech spotkań przeciwko Holandii (1:2), Hiszpanii (1:5) i Słowenii (0:3).

### Walia U-21
Jephcott zadebiutował w niej 4 września 2020 w przegranym 1:0  spotkaniu przeciwko Bośni i Hercegowinie. W listopadzie 2020 zagrał także w meczach z Mołdawią (3:0) i Niemcami (1:2). 23 i 26 marca 2021 wystąpił w spotkaniach towarzyskich przeciwko Irlandii (0:0 i 1:2) i 4 czerwca 2021 w starciu eliminacji do Mistrzostw Europy U-21 2023 z Mołdawią (0:0). Został powołany na październikowe mecze w tychże rozgrywkach przeciwko Mołdawii i Holandii. Zagrał w każdym z nich. 12 listopada 2021 w wygranym 7:0 spotkaniu przeciwko Gibraltarowi zdobył on swoją pierwszą bramkę. Zagrał później w starciach z Szwajcarią (0:1 i 1:5), Holandią i ponownie Gibraltarem.

## Statystyki

### Klubowe
(aktualne na dzień 1 października 2022)
| Klub                 | Sezon              | Liga                     | Liga  | Liga   | Puchar kraju | Puchar kraju | Puchar ligi | Puchar ligi | Suma  | Suma   |
| Klub                 | Sezon              | Liga                     | Mecze | Bramki | Mecze        | Bramki       | Mecze       | Bramki      | Mecze | Bramki |
| -------------------- | ------------------ | ------------------------ | ----- | ------ | ------------ | ------------ | ----------- | ----------- | ----- | ------ |
| Plymouth Argyle F.C. | 2018/19            | EFL League One           | 9     | 0      | 0            | 0            | –           | –           | 9     | 0      |
| Plymouth Argyle F.C. | 2019/20            | EFL League Two           | 14    | 7      | 0            | 0            | –           | –           | 14    | 7      |
| Plymouth Argyle F.C. | 2020/21            | EFL League One           | 41    | 16     | 4            | 2            | –           | –           | 45    | 18     |
| Plymouth Argyle F.C. | 2021/22            | EFL League One           | 40    | 10     | 3            | 1            | –           | –           | 43    | 11     |
| Plymouth Argyle F.C. | 2022/23            | EFL League One           | 2     | 0      | 0            | 0            | –           | –           | 2     | 0      |
| Plymouth Argyle F.C. | Ogólnie            | Ogólnie                  | 106   | 33     | 7            | 3            | 3           | 2           | 113   | 36     |
| Truro City F.C.      | 2019/20            | Southern Football League | 18    | 5      | 0            | 0            | –           | –           | 18    | 5      |
| Truro City F.C.      | Ogólnie            | Ogólnie                  | 18    | 5      | 0            | 0            | 0           | 0           | 18    | 5      |
| Swindon Town F.C.    | 2022/23            | EFL League Two           | 5     | 1      | 0            | 0            | –           | –           | 5     | 1      |
| Swindon Town F.C.    | Ogólnie            | Ogólnie                  | 5     | 1      | 0            | 0            | 0           | 0           | 5     | 1      |
| Ogólnie w karierze   | Ogólnie w karierze | Ogólnie w karierze       | 129   | 39     | 7            | 3            | 0           | 0           | 136   | 42     |

### Reprezentacyjne
| Reprezentacja | Rok     | Mecze | Bramki |
| ------------- | ------- | ----- | ------ |
| Walia U-19    | 2018    | 10    | 0      |
| Walia U-19    | 2019    | 3     | 0      |
| Walia U-21    | 2020    | 3     | 0      |
| Walia U-21    | 2021    | 7     | 1      |
| Walia U-21    | 2022    | 3     | 0      |
| Ogólnie       | Ogólnie | 26    | 1      |

| Mecze i gole w reprezentacji | Mecze i gole w reprezentacji | Mecze i gole w reprezentacji | Mecze i gole w reprezentacji | Mecze i gole w reprezentacji | Mecze i gole w reprezentacji | Mecze i gole w reprezentacji | Mecze i gole w reprezentacji                  |
| Walia U-19                   | Walia U-19                   | Walia U-19                   | Walia U-19                   | Walia U-19                   | Walia U-19                   | Walia U-19                   | Walia U-19                                    |
| Lp.                          | Data                         | Miejsce                      | Gospodarz                    | Gość                         | Wynik                        | Gol                          | Rozgrywki                                     |
| ---------------------------- | ---------------------------- | ---------------------------- | ---------------------------- | ---------------------------- | ---------------------------- | ---------------------------- | --------------------------------------------- |
| 1.                           | 07.05.2018                   | Senec                        | Słowacja U-19                | Walia U-19                   | 4:1                          |                              | Mecz towarzyski                               |
| 2.                           | 08.05.2018                   | Senec                        | Azerbejdżan U-19             | Walia U-19                   | 3:0                          |                              | Mecz towarzyski                               |
| 3.                           | 10.05.2018                   | Dunajská Lužná               | Węgry U-19                   | Walia U-19                   | 0:1                          |                              | Mecz towarzyski                               |
| 4.                           | 11.05.2018                   | Senec                        | Ukraina U-19                 | Walia U-19                   | 5:0                          |                              | Mecz towarzyski                               |
| 5.                           | 09.09.2018                   | Longford                     | Irlandia U-19                | Walia U-19                   | 0:1                          |                              | Mecz towarzyski                               |
| 6.                           | 11.09.2018                   | Galway                       | Irlandia U-19                | Walia U-19                   | 2:0                          |                              | Mecz towarzyski                               |
| 7.                           | 15.10.2018                   | Bangor                       | Walia U-19                   | Polska U-19                  | 2:0                          |                              | Mecz towarzyski                               |
| 8.                           | 14.11.2018                   | Rhyl                         | Walia U-19                   | Szkocja U-19                 | 1:2                          |                              | Mistrzostwa Europy U-19 2019 – eliminacje     |
| 9.                           | 17.11.2018                   | Bangor                       | Walia U-19                   | Szwecja U-19                 | 2:1                          |                              | Mistrzostwa Europy U-19 2019 – eliminacje     |
| 10.                          | 20.11.2018                   | Bangor                       | Walia U-19                   | San Marino U-19              | 2:0                          |                              | Mistrzostwa Europy U-19 2019 – eliminacje     |
| 11.                          | 20.03.2019                   | Hardenberg                   | Holandia U-19                | Walia U-19                   | 2:1                          |                              | Mistrzostwa Europy U-19 2019 – runda elitarna |
| 12.                          | 23.03.2019                   | Hardenberg                   | Hiszpania U-19               | Walia U-19                   | 5:1                          |                              | Mistrzostwa Europy U-19 2019 – runda elitarna |
| 13.                          | 26.03.2019                   | Assen                        | Słowenia U-19                | Walia U-19                   | 3:0                          |                              | Mistrzostwa Europy U-19 2019 – runda elitarna |
| Walia U-21                   |                              |                              |                              |                              |                              |                              |                                               |
| Lp.                          | Data                         | Miejsce                      | Gospodarz                    | Gość                         | Wynik                        | Gol                          | Rozgrywki                                     |
| 1.                           | 04.09.2020                   | Zenica                       | Bośnia i Hercegowina U-21    | Walia U-21                   | 1:0                          |                              | Mistrzostwa Europy U-21 2021 – eliminacje     |
| 2.                           | 13.11.2020                   | Wrexham                      | Walia U-21                   | Mołdawia U-21                | 3:0                          |                              | Mistrzostwa Europy U-21 2021 – eliminacje     |
| 3.                           | 17.11.2020                   | Brunszwik                    | Niemcy U-21                  | Walia U-21                   | 2:1                          |                              | Mistrzostwa Europy U-21 2021 – eliminacje     |
| 4.                           | 23.03.2021                   | Newport                      | Walia U-21                   | Irlandia U-21                | 0:0                          |                              | Mecz towarzyski                               |
| 5.                           | 26.03.2021                   | Gresford                     | Walia U-21                   | Irlandia U-21                | 1:2                          |                              | Mecz towarzyski                               |
| 6.                           | 04.06.2021                   | Llanelli                     | Walia U-21                   | Mołdawia U-21                | 0:0                          |                              | Mistrzostwa Europy U-21 2023 – eliminacje     |
| 7.                           | 08.10.2021                   | Orgiejów                     | Mołdawia U-21                | Walia U-21                   | 1:0                          |                              | Mistrzostwa Europy U-21 2023 – eliminacje     |
| 8.                           | 12.10.2021                   | Nijmegen                     | Holandia U-21                | Walia U-21                   | 5:0                          |                              | Mistrzostwa Europy U-21 2023 – eliminacje     |
| 9.                           | 12.11.2021                   | Gibraltar                    | Gibraltar U-21               | Walia U-21                   | 0:7                          | Gol                          | Mistrzostwa Europy U-21 2023 – eliminacje     |
| 10.                          | 16.11.2021                   | Newport                      | Walia U-21                   | Szwajcaria U-21              | 0:1                          |                              | Mistrzostwa Europy U-21 2023 – eliminacje     |
| 11.                          | 25.03.2022                   | Lozanna                      | Szwajcaria U-21              | Walia U-21                   | 5:1                          |                              | Mistrzostwa Europy U-21 2023 – eliminacje     |
| 12.                          | 11.06.2022                   | Llanelli                     | Walia U-21                   | Holandia U-21                | 0:1                          |                              | Mistrzostwa Europy U-21 2023 – eliminacje     |
| 13.                          | 14.06.2022                   | Llanelli                     | Walia U-21                   | Gibraltar U-21               | 2:0                          |                              | Mistrzostwa Europy U-21 2023 – eliminacje     |